# Лангензельбольд
Лангензельбольд (нем. Langenselbold) — город в Германии, в земле Гессен. Подчинён административному округу Дармштадт. Входит в состав района Майн-Кинциг.  Население составляет 13 453 человека (на 31 декабря 2010 года). Занимает площадь 26,25 км². Официальный код — 06 4 35 017.